# Георги Карамфилов
Георги Ангелов Карамфилов е български икономист и политик от БКП.

## Биография
Роден е на 29 април 1922 г. в Антоново. От 1938 г. е член РМС, а от 1944 г. и на БКП. Участва в Съпротивителното движение през Втората световна война. През май 1942 г. е осъден на 5 г. затвор за нелегална дейност. След 9 септември 1944 г. става сътрудник в ЦК на СНМ. Завършва Школата за запасни офицери. Бил е председател на Областния комитет на СНМ в Шумен (октомври 1949 – ноември 1950). Известно време е първи секретар на Околийския комитет на БКП в Омуртаг (ноември 1950 – февруари 1954), секретар на Окръжния комитет на БКП в Шумен (от февруари 1954) и председател на Изпълнителния комитет на Окръжния народен съвет в Търговище. От 1969 г. е първи секретар на Окръжния комитет на БКП в Търговище. От 1966 до 1981 г. е кандидат-член на ЦК на БКП.